# Samuel Jofré Giraudo

Wappen von Samuel Jofré Giraudo

Samuel Jofré Giraudo (* 8. Juni 1957 in Córdoba) ist Bischof von Villa María.

## Leben
Der Erzbischof von Córdoba, Raúl Francisco Kardinal Primatesta, weihte ihn am 8. Dezember 1983 zum Priester.
Papst Benedikt XVI. ernannte ihn am 28. Februar 2013 zum Bischof von Villa María. Der Altbischof von Villa María, José Ángel Rovai, spendete ihm am 5. Mai desselben Jahres die Bischofsweihe; Mitkonsekratoren waren Carlos José Ñáñez, Erzbischof von Córdoba, und José María Arancedo, Erzbischof von Santa Fe de la Vera Cruz.